# 485 Genua
485 Genua é um asteroide que orbita em torno do Sol.

## Descoberta
Foi descoberto pelo astrônomo, Luigi Carnera em 7 de maio de 1902, no observatório da cidade de Heidelberg, na Alemanha.
Suas dimensões são 56.31 ± 4.15 km
63.88±2.9 km, e sua massa é de (1.36 ± 0.44) × 1018 kg.

## Outras designações
- 1902 HZ, A904 SA,
- 1933 FZ1,
- 1934 HA,
- 1953 PP,
- 1977 VY1.